# مايكل تريانور
مايكل تريانور (بالإنجليزية: Michael Treanor)‏ هو ممثل أمريكي، ولد في 17 أبريل 1979 بلوس أنجلوس في الولايات المتحدة.

## وصلات خارجية
- مايكل تريانور على موقع IMDb (الإنجليزية)
- مايكل تريانور على موقع قاعدة بيانات الفيلم (الإنجليزية)